# زائر غریب
زائر غریب نام یک مجموعهٔ تلویزیونی ایرانی به کارگردانی اکبر صادقی است که در سال ۱۳۷۴ تولید و از شبکه اول سیمای جمهوری اسلامی ایران پخش گردید.نسخه سینمایی این مجموعه تلویزیونی، با نام سرحد  در سینماها به نمایش درآمد.

## خلاصه داستان
رانندهٔ اتوبوسی به نام «فیصل» که خود از عاشقان امام هشتم شیعیان است؛ سال‌هاست که زائران مشتاق و تهی‌دست مرز ایران و پاکستان را به صورت کاروان، به مشهد و زیارت امام رضا می‌برد. از طرفی برادر فیصل، مردی فرصت‌طلب و سودجو است که با سوءاستفاده از اعتمادِ نیروهای انتظامی به «فیصل» در پاسگاه‌های بین راهی، محمولهٔ قاچاقی را در اتوبوس او جاسازی می‌کند. در انتها، مأموران از نقشهٔ شوم او آگاه می‌شوند و او را به دام می‌اندازند.

## بازیگران و عوامل تولید

### بازیگران
- گرشا رئوفی
- حسین ملاقاسمی
- نعمت‌الله گرجی
- مرتضی احمدی
- فرخ‌لقا هوشمند
- مهری مهرنیا
- مهری ودادیان
- سروش خلیلی
- داوود اسدی
- روح‌الله مفیدی
- سیدحسن رضایی
- صابر هنرمند
- مهرناز فاطمی
- صفر کشکولی
- رحیم نائمی
- اکبر وارث
- محمدابراهیم مهدی‌زاده

### عوامل تولید
- کارگردان: اکبر صادقی
- فیلمنامه: بهمن زرین‌پور
- مدیر تصویربرداری: نعمت حقیقی
- تدوین: هادی صابر
- موسیقی: آندره آرزومانیان
- تهیه‌کننده: سیمافیلم
- تعداد قسمت‌ها: ۸ قسمت
- مدت زمان: ۴۰۰ دقیقه
- محصول: سیمافیلم
- سال تولید: ۱۳۷۴